# Aダーター
V3E A-Darter (Agile Darter) は180°の視野と毎秒120°の追尾レートと妨害耐性を有する近代的な短射程赤外線誘導式 ("熱線追尾式") 空対空ミサイルで南アフリカのデネルダイナミクス社(以前のKentron)とブラジルのMectron (現在のSIATT), AvibrasとOpto Eletrônicaによって開発された。 南アフリカ空軍のSaab JAS 39 Gripen C/DとBAe ホーク 120とブラジル空軍のA-1M AMX、ノースロップ F-5BRとGripen E/Fに搭載予定。 2015年末までに量産開始予定だった。

## 開発
A-Darterの開発は1995年に着手されたが、計画は予算不足と南アフリカの要求が変更されたことにより遅延した。 3年間の交渉の後、2006年にMectron、AvibrasとAtechが計画に加わった ブラジル政府からUS$5200万ドルを計画に出資して推定US$13000万ドルになった。 同年、デネルは最新の半導体式慣性航法装置であるBAEシステムズ製のSiIMU02を中間誘導のために使用する予定であることを発表した。 ブラジルのOpto Eletrônicaはデネルダイナミクスと共同でミサイルの赤外線画像追尾装置を熱線誘導のために共同開発する。
地上での追尾装置の試験は2010年1月に実施されたものの、軌道誘導と飛行試験は2010年2月に実施された。 試作機はSaab ABへサーブ JAS 39 グリペンとの統合試験のために送られた。2010年3月に受領飛行試験が実施された。 最初の飛行中のグリペン戦闘機からの発射試験の成功は2010年6月17日だった。
2012年3月にデネルダイナミクスはミサイルの開発を終了して、2013年末から生産するための準備のために認証の段階に入った。2012年1月に複数の試験がデネル社のOverberg試射場でグリペンで実施された。最終試験は高速の標的機を使用して実施された。
2019年8月にA-Darterは認証審査を完了し、同年9月には南アフリカとブラジルで型式証明を取得した。